# Charles Vivian (2e baron Vivian)
Charles Crespigny Vivian, 2e baron Vivian (24 décembre 1808 - 24 avril 1886), est un pair britannique et un homme politique whig.

## Biographie
Il est le fils aîné d'Hussey Vivian, et d'Eliza, fille de Philip Champion de Crespigny.
Il siège comme député de Bodmin entre 1835 et 1842. La dernière année, il succède à son père dans la baronnie et entre à la Chambre des lords. Il est également lord-lieutenant de Cornouailles de 1856 à 1877.

## Famille
Lord Vivian épouse Arabella, fille du révérend John Middleton Scott, en 1833. Ils ont un fils, Hussey Vivian. Elle est décédée en janvier 1837. Il se remarie en 1841, avec Mary Elizabeth Panton, avec qui il a sept enfants: 
- Edith Vivian (décédée le 15 juillet 1926)
- Mary Charlotte Martha Vivian (13 octobre 1842 - 30 octobre 1917)
- Maud Frances Vivian (22 novembre 1845 - 16 juin 1893)
- Charles Hussey Panton Vivian (26 juin 1847 - 12 mars 1892)
- Claud Hamilton Vivian (18 mars 1849 - 8 mai 1902)
- Robert Champion Vivian (avr 1854-29 août 1876)
- Walter Warrick Vivian (18 mai 1856-13 septembre 1943). agent principal de la carrière Dinorwic[4].

Vivian est décédé en avril 1886, à l'âge de 77 ans, et est remplacé dans la baronnie par son fils, Hussey, qui est un diplomate de premier plan.